# گاودره (ابهر)
مهستان (گاودره)، روستایی از توابع بخش مرکزی شهرستان ابهر در استان زنجان ایران است.
هیئت دولت در جلسه ۲۴ فروردین سال ۹۲، نام روستای گاودره از توابع دهستان صائین قلعه بخش مرکزی شهرستان ابهر را به مهستان تغییر داد.
روستایی کوهستانی درشمال دهستان صایین قلعه واز شمال باروستا های انجلین‌وعلی‌آباد ودرشرق باروستای الوند ازغرب باروستای خراسانلو همسایه هست
واین روستا دارای طبیعت بکر وسرسبزی درفصل بهار هست و چشمه های معدنی وزلالی از دل کوه های آن بیرون می آید ودر یک کیلومتری روستا امامزاده ای به عنوان امامزاده محمود وجود دارد
همچنین درمهستان سه قلعه تاریخی وجود دارد یکی از آنها با نام قلعه حوض له درسال ۱۳۸۶ به سبت رسیده که مربوط به قبل اسلام هست که ۷ پادشاه به خود دیده هست ودارای معادن غنی سنگ گرانیت وخاک آهکی هست.

## جمعیت
این روستا در دهستان صائین‌قلعه و در ضلع شمالی شهر صائین‌قلعه به فاصله ۷ کیلومتر از  این شهر قرار دارد و براساس سرشماری مرکز آمار ایران در سال ۱۳۸۵، جمعیت آن ۳۸۶ نفر (۹۵خانوار) بوده‌است.